# 王崇秋
王崇秋（1943年10月24日—），男，汉族，湖北麻城人，中央电视台高级摄像师、导演。1982版《西游记》导演杨洁的丈夫，因只用一台摄像机拍摄了中国首部神话电视连续剧《西游记》而著称于世。

## 生平
王崇秋1960年离开家乡来到北京，进入部队，成为一名空军后勤人员。因“家庭成分”问题未能提干，1965年转业，分配至北京电视台（现中国中央电视台前身），从事摄像工作。王崇秋见证了中国电视的发展全过程。
从1965年至1980年，15年间，拍摄了时政、文艺、体育等多领域的节目录像和实况转播。时政方面，最初参与从事转播的电视节目为《新闻联播》；在天安门举行的重大时政活动中，多次任主摄像。体育方面，在第一届北京国际马拉松比赛中担任主摄像。文艺方面，在上世纪七十年代，王崇秋曾作为摄像，为毛主席录制了百余部传统戏曲节目，包括京剧、昆曲、山西梆子、河北梆子等，还有侯宝林的相声；并参与录制样板戏《智取威虎山》、《红灯记》和《红色娘子军》；还拍摄戏曲艺术片《香罗帕》、《卖水》、《恩与仇》和《小院风波》等。1979年，央视举行首届春节联欢晚会，文艺部导演杨洁与邓在军任晚会导演，王崇秋任摄像之一。
从1980年开始，与杨洁固定搭档，拍摄电视剧。1983年，央视成立中国电视剧制作中心后，王崇秋调入该单位。职业生涯共拍摄了十余部单本剧和电视连续剧。
首部电视剧作品为《崂山道士》。1982年至1988年，历时六年，王崇秋仅用一台摄像机，拍摄了中国首部神话电视连续剧《西游记》。同时，还承担了该剧的特技设计工作。该剧1982年播出试集《除妖乌鸡国》，1986年播出前11集，1988年25集全部播出。一经播出，便创下了89.4%的超高收视率，至今为止播出逾4000次，创下电视剧播出的世界纪录。
从1988年开始，陆续拍摄了《板桥轶事》《济公活佛》《朱元璋》《西施》《司马迁》等单本剧和电视连续剧。1998年至1999年，历时一年拍摄《西游记》续集，王崇秋任导演、主摄像、三维动画及DME特技的总设计，该剧2000年播出。
2017年，杨洁导演逝世。此后，王崇秋仍不遗余力地进行着《西游记》这部电视剧的传播，多次参加《西游记》剧组再聚首活动，出版了两本讲述该剧拍摄历程的图书《敢问路在何方——我们的西游记》和《1982版西游记拍摄档案》。2020年，王崇秋任顾问，参与出版《孩子爱看的西游记》一书。

## 电视作品

### 戏曲艺术片
- 1979年 京剧《卖水》（中国京剧院刘长瑜主演，外景为颐和园）
- 1981年 京剧《香罗帕》（中国京剧院刘秀荣、张春孝主演，外景为颐和园）
- 1981年 评剧《恩与仇》（中国评剧院刘淑萍、张淑桂、张德福主演，外景为承德避暑山庄和北京潭柘寺）
- 1981年 评剧《小院风波》（沈阳评剧院筱俊亭主演）[9]

### 电视剧
- 1980年，单本剧《崂山道士》，任摄像，（蔡渝歌、孙桂珍主演）
- 1982年至1988年，电视剧《西游记》，任摄像和特技设计，（六小龄童、徐少华、马德华、迟重瑞、闫怀礼主演）
- 1988年，电视剧《回流》，任摄像和副导演，（徐少华、王惠媛、常青、陈强主演）
- 1989年，单本剧《春阿氏》，任摄像和副导演，（郑天玮、谭宗尧、郭家庆、杨立新、梁冠华、濮存昕主演）
- 1989年，单本剧《济公活佛》，任摄像和副导演，（游本昌、黄宗洛、臧京生、管宗祥主演）
- 1991年，电视剧《土家第一军》，任导演和摄像，（崔维宁、黄宗洛主演）
- 1991年，单本剧《坊城传奇》，任摄像和副导演，（田成仁、杨立新、黄宗洛主演）
- 1992年，单本剧《父老乡亲》，任导演和摄像，（刘劲、董芝芝、崔景富主演）
- 1992年，单本剧《人情风雨》，任导演和摄像，（刘长纯、扈茜茜主演）
- 1993年，单本剧《板桥轶事》，任导演和摄像，（蓝天野、黄宗洛、陈莎莎、林连昆主演）[10]
- 1993年，电视剧《朱元璋》，任执行导演和摄像，（吕齐、刘法鲁、黄宗洛、张英主演）
- 1994年，电视剧《武夷仙凡界》，任执行导演和摄像，（茹萍、张秋歌、徐少华、蓝天野、吕中主演）[11]
- 1996年，电视剧《西施》，任执行导演和摄像，（蒋勤勤 、寇振海 、张秋歌、徐少华主演）
- 1997年，电视剧《司马迁》，任执行导演和主摄像，（仇永力 、许还山、徐少华、虞梦主演）
- 2000年，电视剧《西游记》续集，任导演、主摄像、三维动画及DME特技的总设计，（六小龄童、徐少华、迟重瑞、崔景富、刘大刚主演）

### 电视晚会
- 1979年，央视首届春节联欢晚会
- 1980年，八十年代第一春
- 1980年，春节戏曲演员联欢会
- 1982年，春节京剧欣赏会
- 1987年，“齐天乐”晚会

## 获奖
- 1986年至1988年，《西游记》荣获第四届“金鹰奖”特别奖、第六届大众电视“金鹰奖”优秀连续剧奖，第八届“飞天奖”连续剧特别奖[12]。
- 1987年，“齐天乐”晚会获第二届电视文艺“星光杯”奖。
- 1993年，《板桥轶事》，获第十一届“金鹰奖”优秀电视单剧奖。
- 1997年，《司马迁》获第17届中国电视剧飞天奖长篇电视连续剧二等奖[13]。

## 著作
- 八十年代，王崇秋拍摄的照片，集结出版了电视戏曲片连环画《红楼二尤》（统一书号：8070·51，宝文堂书店出版）、《香罗帕》（统一书号：8236·003，广播出版社）、《十三妹》（统一书号：8070·141，宝文堂书店出版）、《恩与仇》（统一书号：8236·006，广播出版社出版）。
- 1988年，出版《西游记》剧照系列电视戏曲片连环画（统一书号：8355·672，中国文联出版公司出版；ISBN：7-5061-0075-4/J，中国连环画出版社出版）。
- 2018年，出版与杨洁合著的《敢问路在何方——我们的西游记》（ISBN: 9787518420087，中国轻工业出版社）。
- 2018年，出版《1982版西游记拍摄档案》（ISBN: 9787518420988，中国轻工业出版社）。
- 2023年，出版《《西游记》首播四十周年(1982-2022)纪念图鉴》（ISBN 9787106055646，中国电影出版社）